# Kazimiera Berkan
Kazimiera Berkan (także: Kaźmira Berkanówna, ur. 16 stycznia 1889 w Berlinie, zm. 14 maja 1969 w Poznaniu) – polska misjonarka świecka, publicystyka, organizatorka życia religijnego.

## Życiorys
Była córką Władysława Berkana, działacza polonijnego, społecznego i gospodarczego na terenie Niemiec oraz Katarzyny z domu Kucińskiej. Rodzina była bardzo religijna i zaangażowana w sprawy narodowe. Ojciec chronił ją od kontaktów z niemczyzną, w tym od kontaktów z dziećmi niemieckich sąsiadów. Już w piątym roku życia opanowała umiejętność czytania w języku polskim. Miała prywatnego nauczyciela. Cztery klasy szkoły podstawowej sióstr urszulanek ukończyła w Berlinie, gdzie mieszkała rodzina. Pierwszą komunię świętą przyjęła w katedrze berlińskiej. W wieku lat 13–15 zamieszkiwała w urszulańskim ośrodku wychowawczym Najświętszej Maryi Panny Anielskiej w Kościerzynie. W 1907 została wysłana do urszulańskiej szkoły w Belgii. Uczyła się tam przez rok, a następnie nauczała w tej szkole języka polskiego i niemieckiego. W 1909 planowała rozpoczęcie studiów medycznych, ale sprzeciwił się temu ojciec, który twierdził, że swe córki wychowuje na żony dla zacnych mężów, a nie na emancypantki. W 1911 wyjechała na ośmiomiesięczny kurs gospodarstwa wiejskiego do Wyższej Szkoły Gospodarczej hrabiny Cecylii Plater-Zyberk w podwarszawskich Chyliczkach. Od 1913 do 1915 przebywała w Rzymie, gdzie samodzielnie zgłębiała filozofię, teologię, patrystykę oraz historię sztuki. Nie zależało jej na dyplomach, ale starała się zdobywać wiedzę w drodze samokształcenia, m.in. posiadła umiejętność biegłego posługiwania się pięcioma językami.
Była znajomą Marii Ledóchowskiej, której dzieło, Sodalicja Klaweriańska, zrobiło na niej duże wrażenie. Pierwsze koła klaweriańskie założyła w Berlinie w 1916 i w Poznaniu w 1917. W 1918 została sekretarką dzieła Pastor Bonus w Wiedniu. W 1919 powróciła do Polski (w Poznaniu, od 1917 mieszkali jej rodzice) i przez jeden semestr studiowała na nowo otwartym Uniwersytecie Poznańskim. Zaczęła wygłaszać coraz liczniejsze wykłady i prelekcje o tematyce misyjnej. Z jej inicjatywy powstały w 1924 Koła Misyjne Gimnazjalne i Młodzieży Pracującej, a w latach 1925–1927 Akademickie Koła Misyjne na wszystkich polskich uniwersytetach oraz na Politechnice Gdańskiej. W 1926 założyła Związek Misyjny Nauczycieli, a w 1927 Związek Misyjny Polek i Dzieło Misyjne dla Zakonów. Potem była także inicjatorką powstania Związku Misyjnego Kleru. W 1926 przeszczepiła na polski grunt Towarzystwo Świętego Piotra Apostoła. Była przedstawicielem Polski na międzynarodowych zjazdach misyjnych w Litomierzycach (1926) i Lowanium (1928). W 1927 współorganizowała taki zjazd w Poznaniu. Nigdy nie piastowała etatowych funkcji w organizacjach, w których działała, utrzymując się z tłumaczeń i artykułów prasowych. Jej wysoka aktywność i bezinteresowność nie była postrzegana pozytywnie przez wszystkich działaczy etatowych, w związku z czym w 1928 wycofała się z wszelkich prac organizacyjnych.
W 1933 wydała książkę Trzy drogi życia. Rzecz o zadaniach życia ze szczególnym uwzględnieniem misjonarzy świeckich. W 1930 wysłała memoriał do papieża z postulatami włączenia przepisów regulujących sytuację prawną świeckich apostołów do Kodeksu prawa kanonicznego. Nadal prowadziła prelekcje i pisała artykuły do gazet. Pracowała też w środowisku osób bezdomnych mieszkających w barakach na terenach po Powszechnej Wystawie Krajowej. Z bedomnymi spędzała m.in. święta Bożego Narodzenia. Swoje doświadczenia opisywała w prasie. Zajmowała się też walką z alkoholizmem i analfabetyzmem na Kresach wschodnich. Od 1928 do 1931 prowadziła na antenie poznańskiego radia wykłady na temat zagadnień społecznych, kulturalnych i religijnych. Od 1933 wydawała własnym nakładem (po 1500 egzemplarzy) serię książek Biblioteczka społeczna, w której ukazały się następujące tytuły: Tak mi ciężko, Co robić? Wezwanie do pracy społecznej, Ty i ludzie. O kulturę współżycia, Trzy drogi życia i Kobieta w dobie kryzysu. We wrześniu 1936 założyła i wydawała własnym sumptem miesięcznik Orka w nakładzie 1100 egzemplarzy.
Podczas okupacji niemieckiej zarówno ona, jak i jej ojciec (poszukiwany przez gestapo), musieli się ukrywać. Przebywała w Krakowie, gdzie w wyniku strachu i stresu w 1944 doznała krwotoku w siatkówce prawego oka. Lewe oko miała ślepe od 1928, w związku z czym pozostawała niewidoma przez dwa miesiące. W 1945 wróciła do Poznania, ale jej mieszkanie było już zajęte, a wszystkie rękopisy i meble zaginęły. Zamieszkała wówczas w suterenie przy ul. Grunwaldzkiej 125. Przez dłuższy czas była osobą leżącą i utrzymywała się z jałmużny.
Po poprawie stanu zdrowia przygotowała dla Instytutu Zachodniego dwie pozycje: Pamiętnik wysiedlonej i Wspomnienia o Ojcu, zasłużonym Polaku (nigdy nie opublikowane). Nie ujrzały też światła dziennego jej biografie Marii Ledóchowskiej i Natalii Tułasiewicz. Od 1949 rozpoczęła pisanie trzyczęściowej autobiografii (Autobiografia prywatna, Mój życiorys społeczny i O pracy nad sobą). W 1956 utraciła wzrok i rozpoczęła dyktowanie pamiętnika Dzieje mojej białej laski.
Jest pochowana na cmentarzu górczyńskim w Poznaniu.

## Rodzina
Miała trójkę rodzeństwa: Stanisława (ur. 1891), Janinę (ur. 1892) i Bronisławę (ur. 1898, która zmarła po pięciu miesiącach).